# Фишер (город, Миннесота)
Фишер (англ. Fisher) — город в округе Полк, штат Миннесота, США. На площади 1 км² (1 км² — суша, водоёмов нет), согласно переписи 2002 года, проживают 435 человек. Плотность населения составляет 421,8 чел./км².
- Телефонный код города — 218
- Почтовый индекс — 56723
- FIPS-код города — 27-21158[1]
- GNIS-идентификатор — 0643704[2]